# Abronia gadovii
Abronia gadovii (абронія Гадова) — вид веретільницеподібних ящірок родини веретільницевих (Anguidae). Ендемік Мексики. Вид названий на честь німецького орнітолога Ганса Фрідріха Гадова.

## Підвиди
Виділяють два підвиди:
- Abronia gadovii gadovii (Boulenger, 1913) — Герреро;
- Abronia gadovii levigata Tihen, 1949 — Оахака.

## Поширення і екологія
Абронії Гадова мешкають в горах Південної Сьєрра-Мадре в штатах Герреро і Оахака. Вони живуть у високогірних соснових лісах, ялицевих лісах і хмарних лісах, трапляються на галявинах. Зустрічаються на висоті від 2000 до 3000 м м над рівнем моря. Ведуть деревний спосіб життя.